# سامي الغضبان
سامي أحمد عمر الغضبان، (أبو شادي؛ ولد في 9 سبتمبر 1921 في طولكرم – توفي في 1 نوفمبر 2005 في طولكرم) زعيم شيوعي وسياسي وقيادي فلسطيني، وهو أحد أبرز مؤسسي عصبة التحرر الوطني الفلسطينية عام 1944، ومن أبرز مؤسسي الحزب الشيوعي الأردني عام 1951، وكان قائدًا في الحزب الشيوعي الفلسطيني والحزب الشيوعي الأردني، وكان قد انتخب عضوًا في اللجنة المركزية لعصبة التحرر الوطني الفلسطينية واللجنة المركزية للحزب الشيوعي الأردني والحزب الشيوعي الفلسطيني.

## نشأته
ولد سامي أحمد عمر الغضبان في مدينة طولكرم الفلسطينية بتاريخ 9 سبتمبر 1921، وكان الابن البكر لوالده الذي كان عسكريًا برتبة ضابط من خريجي الكلية العسكرية في إسطنبول أوائل القرن العشرين، وقد خدم والده بعد تخرجه في الدولة العثمانية.
تلقى سامي الغضبان تعليمه في مدارس مدينته طولكرم حتى الصف السادس الابتدائي عام 1933، ثم ترك مقاعد الدراسة وتعلم مهنة الخياطة ليعمل بعدها كخيّاطًا.

## حياته السياسية
ساهم سامي الغضبان عام 1936 في الإضراب الشهير للفلسطينيين آنذاك، ثم توجه إلى حيفا للعمل فيها، وهناك التقى بقادة الحركة العمالية وبالشيوعيين الأوائل، منهم فؤاد نصار وإميل توما وإميل حبيبي وحنا نقارة وغيرهم. عاد عام 1942 إلى مدينة طولكرم، وأسس بطولكرم نقابة العمال وافتتح مخيطة له.
كان سامي الغضبان أحد مؤسسي عصبة التحرر الوطني الفلسطينية في فبراير 1944، وانتخب عضوًا في لجنتها المركزية، إلى جانب فؤاد نصار وإميل توما وإميل حبيبي. اعتقل بسجن عتليت وبعد إطلاق سراحه عاد لنشاطه في عصبة التحرر الوطني الفلسطينية.
اعتقل عام 1948 من قبل جيش الإنقاذ العربي حيث مكث في المعتقل حوالي خمسين يومًا، ثم اعتقلته السلطات الأردنية في أواخر عام 1949 عقب بداية حكم الإدارة الأردنية للضفة الغربية ووضعته في سجن نابلس لمدة أربعة عشر شهرًا وبعد إطلاق سراحه فرضت عليه الإقامة الجبرية لثلاثة أشهر في مدينة نابلس.
اعتقلته السلطات الأردنية مجددًا عام 1950 في سجن نابلس، وفي 16 مايو 1950 أعلن في السجن إضرابه عن الطعام برفقة أصدقائه مطالبًا بإطلاق سراحه أو تقديمه للقضاء، فعاقبته السلطات الأردنية بنقله إلى سجن عمان لمدة شهرين. عاد بعد إطلاق سراحه لمزاولة مهنة الخياطة، وشارك في تأسيس الحزب الشيوعي الأردني عام 1951.
ساهم في التحضير لمظاهرة نابلس التي قادها الشيوعيون عام 1951 تحت شعار «نريد الخبز»، حيث كان محله بطولكرم مركزًا لاجتماعات قيادة الحزب، فاعتقلته السلطات الأردنية في سجن نابلس، ورُحِل مشيًا على الأقدام من سجن نابلس إلى سجن عمان ثم إلى سجن معان المركزي حيث بقي سجينًا هناك لمدة ثمانية أشهر، ثم أطلقت السلطات الأردنية سراحه ووضعته تحت المراقبة حتى عام 1956.
شارك بنشاط كبير وملحوظ ضد حلف بغداد عام 1955، وفي هذه الفترة انتخب عضوًا في اللجنة المركزية للحزب الشيوعي الأردني، وفي عام 1957 اعتقلت السلطات الأردنية الشيوعيين وزجت بهم في سجن الجفر الصحراوي، وبدأت مطاردة سامي الغضبان من قبل السلطات الأردنية حيث استمرت لأكثر من ثلاثة أشهر، منها تطويق منزله في طولكرم لأكثر من ثلاثة أسابيع مع منع دخول أي شيء بما في ذلك الطعام، لإرغامه على الاستسلام، فاضطر لمغادرة طولكرم إلى دمشق، وعندها حكمته السلطات الأردنية بالسجن غيابيًا لخمسة عشر عامًا مع الأعمال الشاقة.
استمر سامي الغضبان بمزاولة نشاطه الوطني في دمشق، وتحول محله مجددًا إلى مقر لاجتماعات القياديين والشيوعيين والضباط الفلسطينيين والأردنيين الهاربين من السلطات الأردنية بالإضافة للشيوعيين السوريين. بعد إعلان الوحدة بين مصر وسوريا عام 1958 بدأت أجهزة المخابرات المصرية والسورية بملاحقة وتصفية الشيوعيين، فاعتُقِل سامي الغضبان بسجن المزة في دمشق لحوالي أربعة أشهر، كما جرى أيضًا إغلاق محله وملاحقة أسرته، حتى تدخلت قوى لبنانية في ملفه، فسمحت المخابرات السورية عام 1960 لسامي وعائلته بالانتقال إلى لبنان، واستأجر هناك منزلًا ومحلًا في عمارة صديقه رئيس الوزراء اللبناني صائب سلام.
في لبنان بدأت المخابرات الأردنية بالبحث عن سامي الغضبان، ثم قدم الأردن طلبًا للسلطات اللبنانية لتسليم سامي، فاعتقلته السلطات اللبنانية أواخر العام 1962 بغرض تسليمه للسلطات الأردنية، فتدخل الحزب الشيوعي اللبناني برفقة صائب سلام وكمال جنبلاط لمنع تسليمه للمخابرات الأردنية، فأطلقت السلطات اللبنانية سراحه شريطة خروجه من لبنان. اقترحت قيادة الحزب الشيوعي الأردني على سامي الغضبان مغادرة لبنان إلى الكويت أو تشيكوسلوفاكيا، وأثناء التفاوض حدث الانفصال في الوحدة بين سوريا ومصر، فعاد الغضبان وعائلته مجددًا إلى دمشق بعد العام 1962، وافتتح مرة أخرى محلًا للخياطة بحي الصالحية في دمشق.
في عام 1963 قرر الغضبان العودة إلى مدينة طولكرم ومواجهة المخابرات الأردنية، فأخبر رفاقه بالحزب عن قراره قائلًا بأنه «يرغب بأن يتربى أطفاله في وطنهم»، وأخبرهم أيضًا بأنه «لن يلجأ كما اقترحوا عليه إلى موسكو أو الكويت أو براغ». لدى وصوله الحدود السورية الأردنية سمحت له السلطات السورية بالمغادرة، في حين اعتقلته السلطات الأردنية ونقلته إلى عمان، وبعد حوالي شهر أفرجت المخابرات الأردنية عنه بعد إسقاط الحكم ضده، فوصل إلى طولكرم، وفي عام 1963 أعاد سامي فتح مخيطتة الواقعة في الشارع المؤدي لمعهد خضوري وسط المدينة.
بعد وقوع حرب النكسة عام 1967 وبعد انتهاء الحرب استدعى حاكم طولكرم العسكري سامي الغضبان إلى مقر الحكم العسكري في مبنى المقاطعة، لكن الغضبان رفض طلبه، فجاءه الحاكم العسكري إلى مخيطته وأبلغه بأن ملفه لديهم، كما أبلغه بإعجابه بجهاز راديو وإسطوانات كانت السلطات الإسرائيلية قد سرقتها من منزل الغضبان خلال حرب النكسة. في عام 1976 دعم سامي الغضبان الجبهة الوطنية الفلسطينية للانتخابات بقيادة حلمي حنون، واستمر الغضبان في نشاطاته الوطنية حتى وفاته.
في عام 2003 خاض سامي مع سكان خربة جبارة معركة قضائية ضد الجدار الإسرائيلي الذي عزل الخربة عن محيطها، وقد نجح في ذلك بعد أن أصدرت المحكمة العليا الإسرائيلية قرارًا يقضي بإزالة الجدار عن الخربة.

## حياته الشخصية
تزوج سامي الغضبان عام 1948 من «هند زكي الكرمي»، وله عشرة من الأولاد والبنات وهم: شادي، وبلال، وخالد، وفهد، وغصوب، وشادية، وسلام، ورجاء، وأمل، وهنيدة.

## وفاته
توفي سامي الغضبان في مدينة طولكرم بتاريخ 1 نوفمبر 2005، عن عمر ناهز 84 عامًا، وشيع جثمانه في اليوم التالي الموافق 2 نوفمبر 2005 بجنازة ضخمة شارك فيها الآلاف من كافة المناطق الفلسطينية، ودفن في حديقة منزله بالمدينة حيث أوصى.
في 10 يونيو 2015 توفيت زوجته هند الكرمي عن عمر ناهز 83 عامًا، ودفنت بجواره كما أوصت هي الأخرى.

## تأبينه
في 10 ديسمبر 2005، حيث الذكرى الأربعين على رحيل سامي الغضبان، جرى إقامة حفل تأبيني حاشد له في مدينة طولكرم بمشاركة رسمية، كما شاركت أحزاب فلسطينية عدة في حفل التأبين منهم حزب الشعب الفلسطيني، وحضر الحفل أيضًا الأعضاء العرب في الحزب الشيوعي الإسرائيلي والجبهة الديمقراطية للسلام والمساواة.

## قالوا عنه
- يقول السياسي الفلسطيني خالد منصور، عضو المكتب السياسي لحزب الشعب الفلسطيني: «نقول باعتزاز أن جيلًا بأكمله منا تتلمذ في مدرسة سامي الغضبان، وقبل أن يكون أبو شادي أحد مؤسسي عصبة التحرر الوطني وبعدها قائدًا في الحزب الشيوعي، كان أبو شادي وطنيًا فلسطينيًا مخلصًا، خاض معارك شعبه ضد الاستعمار البريطاني البغيض، وحين عصفت الأهوال بفلسطين وشعبها صمد أبو شادي ورفاقه، ولم يفقدوا بوصلتهم الثورية، وأشعلوا وسط الظلام شمعة، تنير لشعبهم الدرب وترسم أفقًا للنضال الوطني، بأن صاغوا برنامجًا سياسيًا واقعيًا، إلى أن اقتنعت قيادة الشعب بصواب البرنامج الذي صاغه أبو شادي ورفاقه، وتبنّته ليكون الآن برنامج منظمة التحرير الفلسطينية».[3]

- يقول السياسي والعسكري الفلسطيني عدنان الضميري: «لم أشهد مثل كرم وحب العم أبو شادي.. كيف أنسى عمي أبو شادي، ما قصدته يومًا وردني خائبًا».[7]

## وصلات خارجية
- «كلمة في حفل تأبين المناضل سامي الغضبان»، 10 ديسمبر 2005.